# Рогозянское водохранилище
Рогозянское водохранилище (укр. Рогозянське водосховище) — небольшое русловое водохранилище на реке Уды, расположенное в Золочевском районе Харьковской области.

## Описание
Водохранилище расположено на реке Уды между селами Феськи и Должик Золочевского района Харьковской области.
Введено в эксплуатацию в 1985 году.
Площадь водохранилища — 6,02 км². Объём — 15 млн м³. Площадь водосборного бассейна — 3894 км². Высота над уровнем моря — 122 м.
Плотина — глухая земляная насыпная. Длина плотины — 1,78 км. Максимальная высота — 9,5 м. Материал плотины — песок. Материал крепления верхового относа — железобетонные плиты.
Водосбросное сооружение — закрытый автоматический водосброс с полигональным входным оголовком. Пропускная способность водосброса — 309 м³/с. Материал — монолитный железобетон, железобетонные конструкции промышленного изготовления.
Водоспуск-водозабор — галерея 3,6×2 м длиной 41 м в теле плотины. Пропускная способность — 38 м³/с. Материал — монолитный железобетон.
Основное назначение водохранилища — орошение, рыборазведение. Фактически используется для рыбоводства, зимнего и летнего любительского рыболовства, рекреации.
Возможные направления использования — производство товарной рыбы, расширение и улучшение состояния зон отдыха.
Проезд — по железной дороге в направлении Золочев до ст. «Рогозянка», по автодороге с асфальтобетонным покрытием от Харькова через Дергачи, Должик или Феськи.

## Галерея

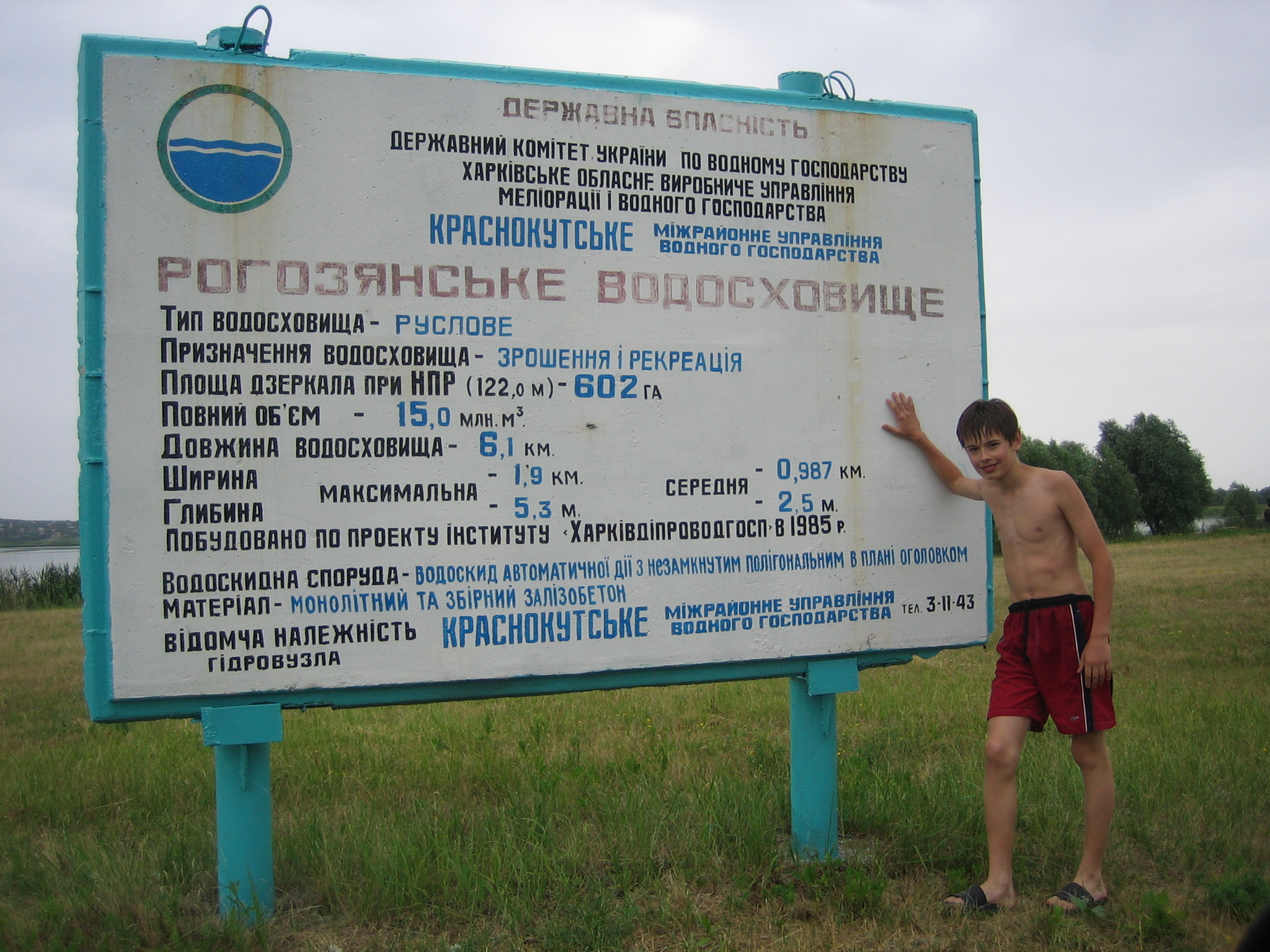
Информационный стенд перед Рогозянским водохранилищем.
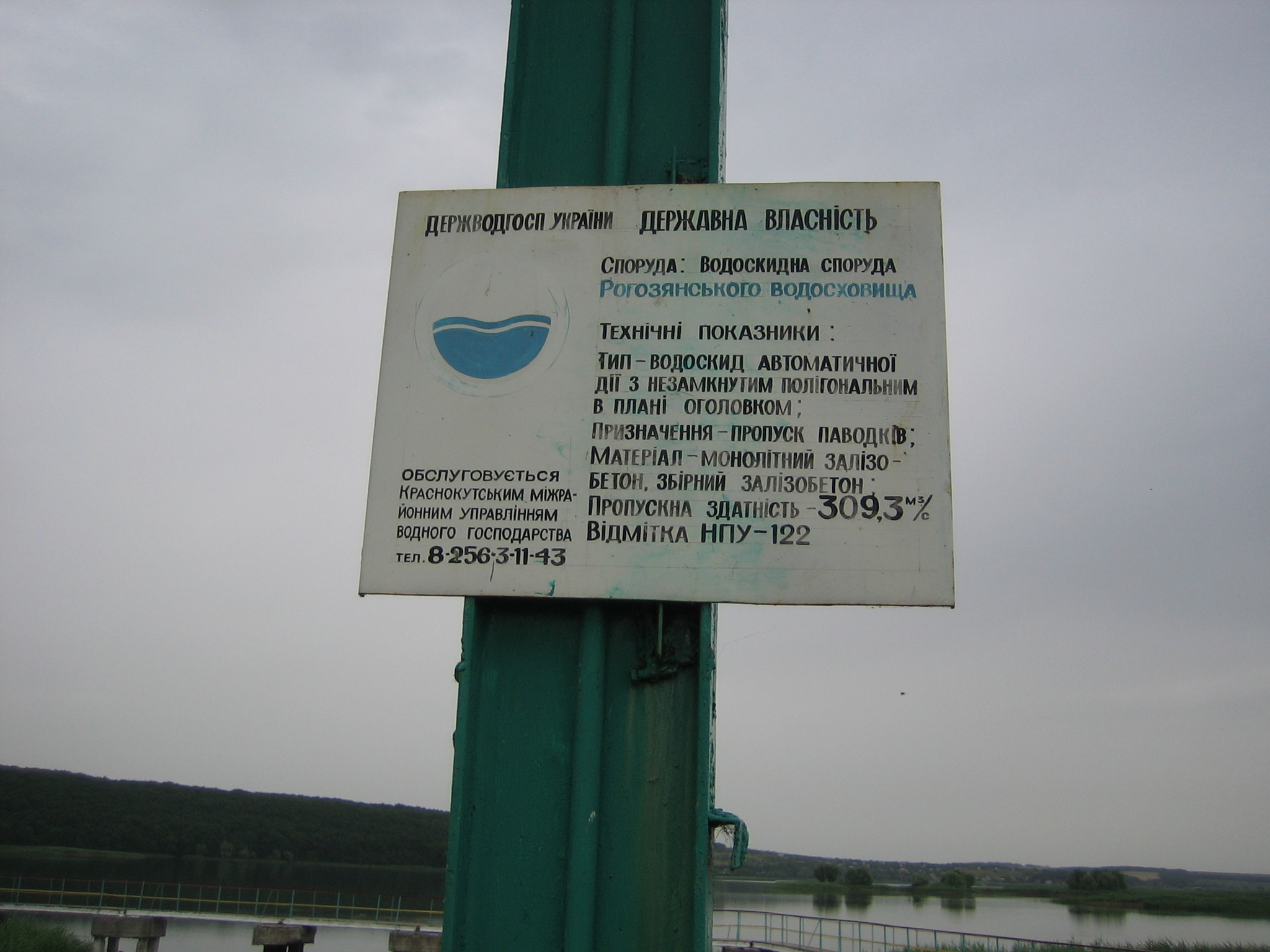
Информационный стенд водосброса Рогозянского водохранилища